# الحب والحرب (مسلسل)
الحب والحرب (باللغة التركية: Karayılan) هو مسلسل تلفزيوني درامي اجتماعي تركي.

## القصة
يتحدث المسلسل عن سيطرة الروس على مدينة عينتاب ومقايضتها بمدينة أخرى لصالح الفرنسيين, يروي المسلسل انتفاضة أهالي عينتاب ضد المحتل الجديد ومحاولته استعادة سيطرته على مدينته. ترافق الأحداث قصة حب تدور بين رئيس الثوار وفتاة من أهل المدينة ويفعل المستحيل من أجلها لكنه يواجه عدة صعوبات وخصوصا في أجواء الحرب في تلك الفترة. ولكن بالرغم من تلك المشاكل والعوائق إلا أنه يدافع عن حبيبته ويحميها من المخاطر التي تتعرض لها مكون من 30 حلقة

## ممثلون
- بولنت إينال
- بولات بيلجن
- بيجم بيرجورين

## وصلات داخلية
- قصة شتاء (مسلسل)